# Реве Груп
REWE Group (акроним от Revisionsverband der Westkauf-Genossenschaften, „Одиторска асоциация на западните кооперации“) е германско предприятие за търговия на дребно и туризъм със седалище в Кьолн.
REWE Group е едно от най-големите европейски предприятия в сектора на търговията на дребно с годишен обем на продажбите около 55,4 милиарда евро и 242 хиляди служители (2019). То възниква през 1927 година като кооперативно сдружение на множество независими магазини, като по-късно е създадено и паралелно акционерно дружество – двете са формално независими, но имат общо управление и общ консолидиран баланс.
Основните търговски марки, чрез които оперира REWE Group, са:
- „REWE“ – верига от супермаркети в Германия (към 2017 година втора по големина в страната след „EDEKA“)
- „BILLA“ – верига от супермаркети в Централна и Югоизточна Европа (най-голямата в Австрия)
- „Penny“ – верига от дискаунтъри в Централна и Южна Европа

## Туризъм
DER Touristik е туристическото подразделение на REWE Group. Притежава следните брандове:
- Туроператорски марки: ITS, Jahn Reisen, Tjaereborg, Dertour, Meier’s Weltreisen и ADAC Reisen [4] and clevertours.com
- Хотелски брандове: lti Hotels, Club Calimera и PrimaSol хотели

През юни 2015 г. DER купува европейската туроператорска дейност на Kuoni Travel.